# Campeonato Mundial de Atletismo de 2022 - 10000 m masculino
A competição dos 10000 metros masculino no Campeonato Mundial de Atletismo de 2022 foi realizada no estádio Hayward Field, em Eugene, nos Estados Unidos, no dia 17 de julho de 2022.

## Recordes
Antes da competição, os recordes eram os seguintes:
| Recorde mundial                               | Joshua Cheptegei (UGA)      | 26:11.00 | Valência, Espanha                   | 7 de outubro de 2020  |
| Recorde do campeonato                         | Kenenisa Bekele (ETH)       | 26:46.31 | Berlim, Alemanha                    | 17 de agosto de 2009  |
| Melhor marca do ano                           | Grant Fisher (USA)          | 26:33.84 | San Juan Capistrano, Estados Unidos | 6 de março de 2022    |
| Recorde da África                             | Joshua Cheptegei (UGA)      | 26:11.00 | Valência, Espanha                   | 7 de outubro de 2020  |
| Recorde da Ásia                               | Ahmad Hassan Abdullah (QAT) | 26:38.76 | Bruxelas, Bélgica                   | 5 de setembro de 2003 |
| Recorde da América do Norte, Central e Caribe | Grant Fisher (USA)          | 26:33.84 | San Juan Capistrano, Estados Unidos | 6 de março de 2022    |
| Recorde da América do Sul                     | Marilson dos Santos (BRA)   | 27:28.12 | Neerpelt, Bélgica                   | 2 de junho de 2007    |
| Recorde da Europa                             | Mo Farah (GBR)              | 26:46.57 | Eugene, Estados Unidos              | 3 de junho de 2011    |
| Recorde da Oceania                            | Jack Rayner (AUS)           | 27:28.12 | San Juan Capistrano, Estados Unidos | 6 de março de 2022    |

## Medalhistas
| Ouro                   | Prata               | Bronze              |
| Joshua Cheptegei (UGA) | Stanley Mburu (KEN) | Jacob Kiplimo (UGA) |

## Tempo de qualificação
| Tempo de qualificação. |
| ---------------------- |
| 27:28.00               |

## Calendário
| Data        | Horário | Fase  |
| ----------- | ------- | ----- |
| 17 de julho | 13:00   | Final |

Todos os horários estão no horário local (UTC-7)

## Resultado final
A prova ocorreu dia 17 de julho às 13:00.
| Pos.              | Atleta              | Nacionalidade  | Tempo    | Notas                |
| ----------------- | ------------------- | -------------- | -------- | -------------------- |
| Medalha de ouro   | Joshua Cheptegei    | Uganda         | 27:27.43 | Recorde da temporada |
| Medalha de prata  | Stanley Mburu       | Quênia         | 27:27.90 | Recorde da temporada |
| Medalha de bronze | Jacob Kiplimo       | Uganda         | 27:27.97 | Recorde da temporada |
| 4                 | Grant Fisher        | Estados Unidos | 27:28.14 |                      |
| 5                 | Selemon Barega      | Etiópia        | 27:28.39 |                      |
| 6                 | Mohamed Ahmed       | Canadá         | 27:30.27 |                      |
| 7                 | Berihu Aregawi      | Etiópia        | 27:31.00 |                      |
| 8                 | Daniel Mateiko      | Quênia         | 27:33.57 | Recorde da temporada |
| 9                 | Joe Klecker         | Estados Unidos | 27:38.73 | Recorde da temporada |
| 10                | Isaac Kimeli        | Bélgica        | 27:43.50 | Recorde da temporada |
| 11                | Jimmy Gressier      | França         | 27:44.55 |                      |
| 12                | Sean McGorty        | Estados Unidos | 27:46.30 |                      |
| 13                | Carlos Mayo         | Espanha        | 27:50.61 |                      |
| 14                | Tadese Worku        | Etiópia        | 27:51.25 |                      |
| 15                | Rodgers Kwemoi      | Quênia         | 27:52.26 |                      |
| 16                | Rodrigue Kwizera    | Burundi        | 28:01.49 |                      |
| 17                | Habtom Samuel       | Eritreia       | 28:01.81 |                      |
| 18                | Egide Ntakarutimana | Burundi        | 28:24.07 |                      |
| 19                | Jack Rayner         | Austrália      | 28:24.12 |                      |
| 20                | Ren Tazawa          | Japão          | 28:24.25 |                      |
| 21                | Zouhair Talbi       | Marrocos       | 28:28.69 |                      |
| 22                | Tatsuhiko Ito       | Japão          | 28:57.85 |                      |
| 23                | Patrick Dever       | Grã-Bretanha   | 29:13.88 |                      |
| 24                | Stephen Kissa       | Uganda         | 29:21.10 | Recorde da temporada |

Legenda
| Recorde mundial       | Recorde mundial (World record)               |                       | Recorde africano                      | Recorde africano (African) |                                           | Q | Classificado por posição (Qualified) |
| Recorde do campeonato | Recorde do campeonato (Championship record)  | Recorde da América    | Recorde da América (Americas)         | q                          | Classificado por melhor tempo (Qualified) |   |                                      |
| Melhor marca do ano   | Melhor marca do ano (World leading)          | Recorde asiático      | Recorde asiático (Asian)              | DNS                        | Não largou (Did not start)                |   |                                      |
| Recorde nacional      | Recorde nacional (National record)           | Recorde europeu       | Recorde europeu (European)            | DNF                        | Não terminou (Did not finish)             |   |                                      |
| Recorde pessoal       | Recorde pessoal do atleta (Personal best)    | Recorde da Oceania    | Recorde da Oceania (Oceania)          | DSQ / DQ                   | Desclassificado (Disqualified)            |   |                                      |
| Recorde da temporada  | Recorde da temporada do atleta (Season best) | Recorde sul-americano | Recorde sul-americano (South America) | NM                         | Sem marca (No mark)                       |   |                                      |